# Spirurinae
Die Spirurinae sind eine Unterfamilie der Rollschwänze mit 60 Arten und die einzige Unterfamilie innerhalb der Spiruridae. Sie sind Parasiten bei Säugetieren, selten auch bei Vögeln.

## Merkmale
Der Körper hat, im Gegensatz zu den Gongylonematidae, keine warzenartigen Verdickungen. Pseudolippen sind meist nur gering entwickelt, wenn vorhanden bestehen sie aus drei hypertrophierten Lappen. Die Mundöffnung ist vertikal verlängert und von zwei seitlichen Erhebungen und vier kleinen submedianen Bildungen eingeengt. Der Pharynx ist seitlich abgeflacht.

## Systematik
Hodda (2022) gliedert die Überfamilie in elf Gattungen:
- Bancroftinema Johnston & Mawson, 1941
- Chlamydoprocta Chandler, 1954
- Curvicaudatum Khatoon, Bilqees, Ghazi & Jaffery, 2004
- Denticulospirura Johnston & Mawson, 1941
- Isospirura Sood & Parshad, 1972
- Mastigonema Dailey & Perrin, 1973
- Paracyrnea Gupta & Jaiswal, 1988
- Paraspirura Sandground, 1936
- Protospirura Seurat, 1914
- Pseudomazzia Mujib, Bilqees, Rehana, Ghazi & Haseeb, 2005
- Spirura E. Blanchard, 1849